# Polyporogaster schnitnikowi
Polyporogaster schnitnikowi är en mångfotingart som beskrevs av Lignau 1929. Polyporogaster schnitnikowi ingår i släktet Polyporogaster och familjen trädgårdsjordkrypare.
Artens utbredningsområde är Kazakstan. Inga underarter finns listade i Catalogue of Life.